# Proto-metal
Proto-metal (o proto-heavy metal) è un termine applicato ad un certo numero di gruppi musicali, attivi in un certo periodo storico riconoscibile alla fine degli anni sessanta negli Stati Uniti e nel Regno Unito, che sono stati ritenuti importanti precursori e ispiratori del genere heavy metal.

## Storia

### Le origini: Il versante britannico

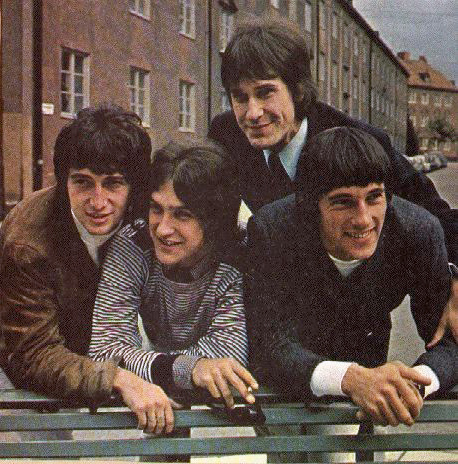
I Kinks nel 1965

Le origini dell'heavy metal possono essere ritrovate all'interno del movimento british blues degli anni sessanta, in particolare tra quelle band che trovarono difficile riadattare il proprio sound a quello del classico blues americano. Durante questo periodo, le ritmiche divennero più essenziali, e gli strumenti elettrici amplificati cominciarono ad assumere maggiore importanza, soprattutto grazie alle innovazioni dei primi gruppi hard rock dei metà anni sessanta come the Kinks, the Who, Jimi Hendrix, Cream, the Jeff Beck Group, Yardbirds e Eric Clapton, i quali anticiparono il genere sia nel sound che nell'attitudine. I primi futuri chitarristi heavy metal degli anni settanta, non facevano altro che imitare i chitarristi hard/blues rock come Eric Clapton (Cream), Jeff Beck (Jeff Beck Group) e Jimmy Page (Yardbirds), ma in realtà lo imitavano di riflesso dai veri originatori, i bluesmen afroamericani, tra i quali Muddy Waters, Howlin' Wolf, Robert Johnson e B.B. King, combinandolo con lo stile rock & roll di Chuck Berry. La genealogia dell'heavy metal va rintracciata proprio nel blues afro-americano, non solo per le ovvie ed evidenti strutture musicali, ma anche nelle liriche. Ad esempio, le radici delle tematiche occulte tipiche dell'heavy metal hanno una correlazione con la lotta contro il diavolo di Robert Johnson, e le riflessioni di Howlin' Wolf sui problemi con il male.
Queste band blues rock britanniche, alcune delle quali spesso influenzate dalla psichedelia (Cream, the Who, Yardbirds), inventarono il sound che in seguito definirà l'heavy metal: batteria e basso pesanti, chitarra distorta e virtuosa, ed uno stile vocale molto potente caratterizzato da urla e voci acute come segno di trasgressione e trascendenza. In questo periodo venne anche diffuso l'utilizzo dei power chord, ed assoli di chitarra maggiormente complessi ed esplorativi.
I Kinks realizzarono la loro prima hit costruita attorno ai power chord nel 1964, con You Really Got Me, seguita nello stesso anno da All Day and All of the Night. Entrambe queste tracce potevano essere riconosciute come "proto-metal". Altri ispiratori furono considerati i Beatles con i brani Ticket to Ride del 1965 e Helter Skelter del 1968. Un album cruciale pubblicato da una band inglese fu Truth, del Jeff Beck Group datato 1968; considerato stilisticamente molto simile al suono che adotteranno i Led Zeppelin l'anno successivo, venne visto da molti come uno dei primi esempi di genere heavy metal prima del suo riconoscimento. Sulla stessa scia si rivelò anche il successivo Beck-Ola (1969).

### Tardi anni sessanta: Il versante americano

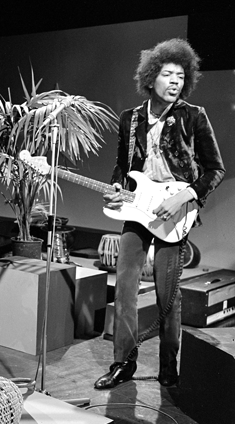
James Marshall "Jimi" Hendrix

Tuttavia, le band riconoscibili come "proto-metal" non furono una realtà unicamente britannica; se i primi gruppi hard/blues rock britannici dei metà anni sessanta posero le basi per il futuro genere, molti complessi americani della fine del decennio vennero riconosciuti come coloro che ne anticiparono il vero e proprio sound poco prima della sua nascita.
Di grande influenza nella nascita dell'heavy metal, in termini di attitudine, usi e costumi, fu la sottocultura dei biker/motociclisti che emerse negli Stati Uniti negli anni cinquanta. Rappresentato da Marlon Brando nel film Il selvaggio (The Wild One 1954), questo movimento venne impersonato da giovani ribelli dalla figura mascolina, vestiti con indumenti di pelle. Questo stile venne portato avanti nei successivi anni sessanta dalla gang di motociclisti conosciuta come Hell's Angels, come miglior rappresentazione della sottocultura biker. Nei tardi anni sessanta, un particolare punto di incontro tra la sottocultura dei biker e la musica rock, che in quel periodo stava dando alla luce la musica heavy metal, venne simboleggiato dal singolo degli Steppenwolf Born to Be Wild, incluso nella colonna sonora del film cult Easy Rider (1968). La pellicola raccontava la storia di due hippie biker alla ricerca della libertà e della trascendenza, all'interno dei confini di un'America ostile e repressiva.
(Frase tratta dal brano Born to Be Wild, Steppenwolf, 1969)
Born to Be Wild fu il loro terzo singolo pubblicato per la ABC/Dunhill (estratto dal loro album di debutto), ed al suo interno, il riferimento alla frase "heavy metal thunder" diede finalmente un nome al genere emergente. Infatti fu proprio il gruppo americano a coniare il termine (pare ispirati dal romanzo di William Burroughs Pasto nudo), dando inavvertitamente il nome ad un genere di musica nel quale saranno riconosciuti, e che si stava già manifestando con altre band come gli emergenti Led Zeppelin e i Vanilla Fudge. La canzone divenne una colonna sonora sia per i biker che per gli hippie, ed assieme al film, segnò una grande influenza sull'heavy metal, sia nell'attitudine che nelle sonorità, ovvero la controcultura hippie/rock psichedelico degli anni sessanta. L'emergente movimento traeva infatti evidenti spunti allo stesso modo sia dai biker che dagli hippie: se da una parte adottava i capelli lunghi, i vestiti casual, le droghe, e la musica psichedelica, dall'altra veniva preservato il machismo e un'attitudine che esaltava la forza fisica, tutti aspetti ereditati dalle gang di biker teppisti.
(Deena Weinstein, dal libro Heavy metal: the music and its culture.)
Non a caso, si ritiene che una delle correnti ad ispirare maggiormente l'heavy metal fu l'acid rock, un sottogenere estremizzato del rock psichedelico con elementi hard rock, sviluppato negli Stati Uniti alla fine degli anni sessanta. Gli esponenti di questa corrente si rifacevano alle esagerate improvvisazioni blues dei Cream e Jimi Hendrix, utilizzando chitarre distorte, testi fantasiosi (spesso legati all'uso di droghe), e lunghe jam session. L'acid rock tuttavia ebbe breve vita, evolvendosi e implodendo all'interno della scena psychedelic rock. Quei gruppi acid rock che sopravvissero al declino del genere, divennero poi tra le prime heavy metal band. Infatti, quando la scena del rock psichedelico subì il declino tra la fine degli anni sessanta e i primi settanta, una parte di questi giovani cominciò a distaccarsi dalle tematiche come pace, amore, e idee utopiche.
Si può dire che diversi gruppi della scena californiana psychedelic/acid rock, come Blue Cheer o Iron Butterfly, suonavano heavy metal, o qualcosa di molto vicino, già dal primo 1968. Molti gruppi acid rock vennero infatti riconosciuti come "proto-metal", tra cui appunto Blue Cheer, Iron Butterfly, Steppenwolf, The Amboy Dukes. Al di fuori degli States, un gruppo acid di minor rilievo che si rivelò relativamente influente, o comunque precursore dell'heavy metal furono i giapponesi Flower Travellin' Band.
I Blue Cheer di San Francisco allargarono i confini dell'intensità sonora e della distorsione senza tracce di virtuosismo. Il loro fu uno dei primi esempi di quello che poi sarebbe stato chiamato heavy metal, quando nel gennaio del 1968 debuttarono con l'album Vincebus Eruptum, dal quale venne estratta la hit da top 40 Summertime Blues (cover di Eddie Cochran). Nel brano, la chitarra acustica della versione originale veniva sostituita con il suono metallico della chitarra elettrica, accompagnata da percussioni martellanti. Il loro sound era più estremo di chiunque li avesse preceduti.
(Dick Peterson, voce/basso dei Blue Cheer)
Un altro importante complesso dell'era proto-metal furono i Vanilla Fudge. Essi ottennero un certo successo con la cover delle Supremes You Keep Me Hangin' On - tratta dal loro album di debutto omonimo (1967) - e furono una grande attrazione nel primo tour dei Led Zeppelin negli States. Tuttavia il loro declino avvenne prematuramente, dopo la pubblicazione del secondo album, The Beat Goes On, l'anno successivo.
Queste formazioni dei tardi anni sessanta, ora riconosciute come le prime heavy metal band, privilegiavano tematiche riguardanti gli eccessi e le trasgressioni. Alcuni, tra cui MC5 e Steppenwolf, coniugarono il loro suono ruomoroso con critiche politiche esplicite nei loro testi; per altri, come i Blue Cheer, identificati all'interno della scena psychedelic di San Francisco, il volume e il suono pesante, assieme all'uso di droghe, favorivano la formazione di un'identità e di una comunità alternativa.
Sebbene distanti dalle sonorità comuni dei gruppi proto-metal, sono ritenuti importanti anche gli Stooges di Iggy Pop e i già citati MC5, per aver stabilito un prototipo comune sia ai futuri gruppi metal che a quelli punk rock. La loro popolarità al tempo era modesta, ma si rivelarono molto influenti nei due decenni successivi, per entrambi questi movimenti musicali.
Ispirati dal virtuosismo di Hendrix e Eric Clapton, questi gruppi rock aggiornarono il loro linguaggio musicale con l'introduzione di distorsione, ritmi pesanti, ed un accento sull'alto livello sonoro, per creare una musica dalle sonorità molto più potenti. Gruppi come Iron Butterfly e Vanilla Fudge aggiunsero l'organo al loro mix; come la chitarra elettrica, anche l'organo era adatto al sound potente e costante, così come agli assoli virtuosi, e la combinazione di entrambi provocava un effetto unico. L'album degli Iron Butterfly In-A-Gadda-Da-Vida (1969), contenente la titletrack della durata di 17 minuti, con un'interminabile assolo di batteria, divenne l'album dalle maggiori vendite distribuito dalla Atlantic Records. I batteristi dei tardi anni sessanta iniziarono a suonare lo strumento molto duramente, dando origine ad un suono non solo più forte, ma anche più pesante e più deciso. La sezione della batteria venne ulteriormente ampliata ed aggiornata, assieme all'enfatizzazione dell'amplificazione ai concerti e all'introduzione di appositi apparecchi per la distorsione delle chitarre.

### Anni 70: La nascita dell'heavy metal

Tony Iommi dei Black Sabbath

Se nei tardi anni sessanta il termine heavy metal poteva essere usato in alcuni casi come aggettivo per definire parte della popular music, nei primi anni settanta cominciò a diventare un vero e proprio sostantivo e quindi un genere riconosciuto, sviluppandosi come una costola dell'hard rock ulteriormente appesantita. Contrariamente all'ondata dei gruppi precursori, la prima scena heavy metal fu più prolifica fu sul versante britannico: a dare ufficialmente inizio alla nascita dell'heavy metal furono molto probabilmente i Led Zeppelin. Inizialmente indirizzati su brani di ispirazione blues suonati più pesantemente ed energicamente che ogni altro, crearono uno stile epico ispirato da molte fonti musicali.
Più influenti furono i Black Sabbath, i cui riff di chitarra oscuri e profondi generarono un mondo di fantasia ossessionato da droghe, morte e occulto. Il sound definitivamente riconosciuto come heavy metal venne definito nel 1970 con la pubblicazione di Led Zeppelin II dei Led Zeppelin, Paranoid dei Black Sabbath, e In Rock dei Deep Purple. Benché esistano alcuni dibattiti, questi tre gruppi musicali sono generalmente considerati come le prime band heavy metal. L'enorme successo commerciale di queste formazioni, e della loro controparte statunitense capeggiata da gruppi come Grand Funk Railroad e Mountain, consolidò il mercato dell'heavy metal nei primi anni settanta, e ne fondò una vera e propria subcultura giovanile. 
In realtà il primo uso documentato della parola heavy metal per descrivere le sonorità di una band risale al maggio 1971, quando il giornalista del Creem magazine Mike Saunders in una recensione dell'epoca definì con tale denominazione l'album di debutto dei newyorkesi Sir Lord Baltimore, intitolato Kingdom Come. Questo serve a comprendere in quale periodo preciso può essere riconosciuto il punto di distacco tra "l'era proto-metal" e la fase in cui il genere iniziò ad essere riconosciuto ufficialmente come movimento e genere musicale, ed il termine utilizzato dai critici.

## Generi correlati
- Heavy metal
- Hard & heavy
- Classic metal
- Blues metal
- NWOBHM
- Hard rock
- Blues rock
- British blues
- Acid rock
- Psychedelic rock
- Garage rock
- Art rock
- Progressive rock
- British invasion
- Glam rock
- Proto-punk
- Rock & roll